# Chiesa di Santa Lucia (Terre Roveresche)
La chiesa di Santa Lucia, ufficialmente Santa Lucia Vergine e Martire, in passato pieve dei Santi Giovanni e Lucia, è la parrocchiale di Piagge, municipio del comune sparso di Terre Roveresche, in provincia di Pesaro e Urbino e diocesi di Fano-Fossombrone-Cagli-Pergola; fa parte della vicaria del Metauro.

## Storia
La chiesa di Santa Lucia è risalente alla prima metà del 1500. Nel XVII secolo l'originaria chiesa di Santa Lucia risultava dotata di due altari, ovvero il maggiore e quello laterale, intitolato a San Sebastiano; oltre a questi, nel Settecento furono aggiunti quelli della Madonna di Lourdes, dell'Addolorata e di San Vincenzo Ferreri. La chiesa, avente il titolo di pieve, era intitolata ai santi Lucia e Giovanni Battista e, a causa di problematiche strutturali, venne gradualmente demolita e ricostruita nel 1882 in una zona a pochi metri più a valle di quella ove sorgeva il precedente luogo di culto, la riedificazione venne effettuata utilizzando i materiali del precedente edificio e trasportandone gli arredi e le opere d'arte.
Nel 1970 la chiesa fu adeguata alle norme postconciliari, con la risistemazione del presbiterio e del battistero. Negli anni '80 venne aggiunta una rustica boiserie in perlinato alta circa un metro fissata alle pareti (poi rimossa nel 2019) per far fronte a problematiche estetiche provocate dall'umidità di risalita. Questo intervento compromise per anni l'effetto di semplice eleganza in stile neoclassico.
A seguito del terremoto di Umbria e Marche del 1997, nei primi anni 2000 l'intero complesso chiesa-campanile venne restaurato esternamente con la messa in sicurezza del tetto e la pulizia delle murature esterne.
Nel 2019 la chiesa subisce un importante restauro conservativo interno finalizzato al recupero degli intonaci, da decenni deteriorati a causa di problematiche di umidità. Con i restauri sono tornati alla luce affreschi sulle arcate e sul pulpito ritraenti dei putti, probabilmente ricoperti in passato durante lavori nel secolo precedente. Durante il periodo di chiusura tutte le funzioni religiose della parrocchia sono state spostate nella vicina chiesa del Santissimo Sacramento. La chiesa è stata riaperta al pubblico il 21 settembre 2019 dal vescovo della Diocesi di Fano-Fossombrone-Cagli-Pergola Armando Trasarti.

## Descrizione

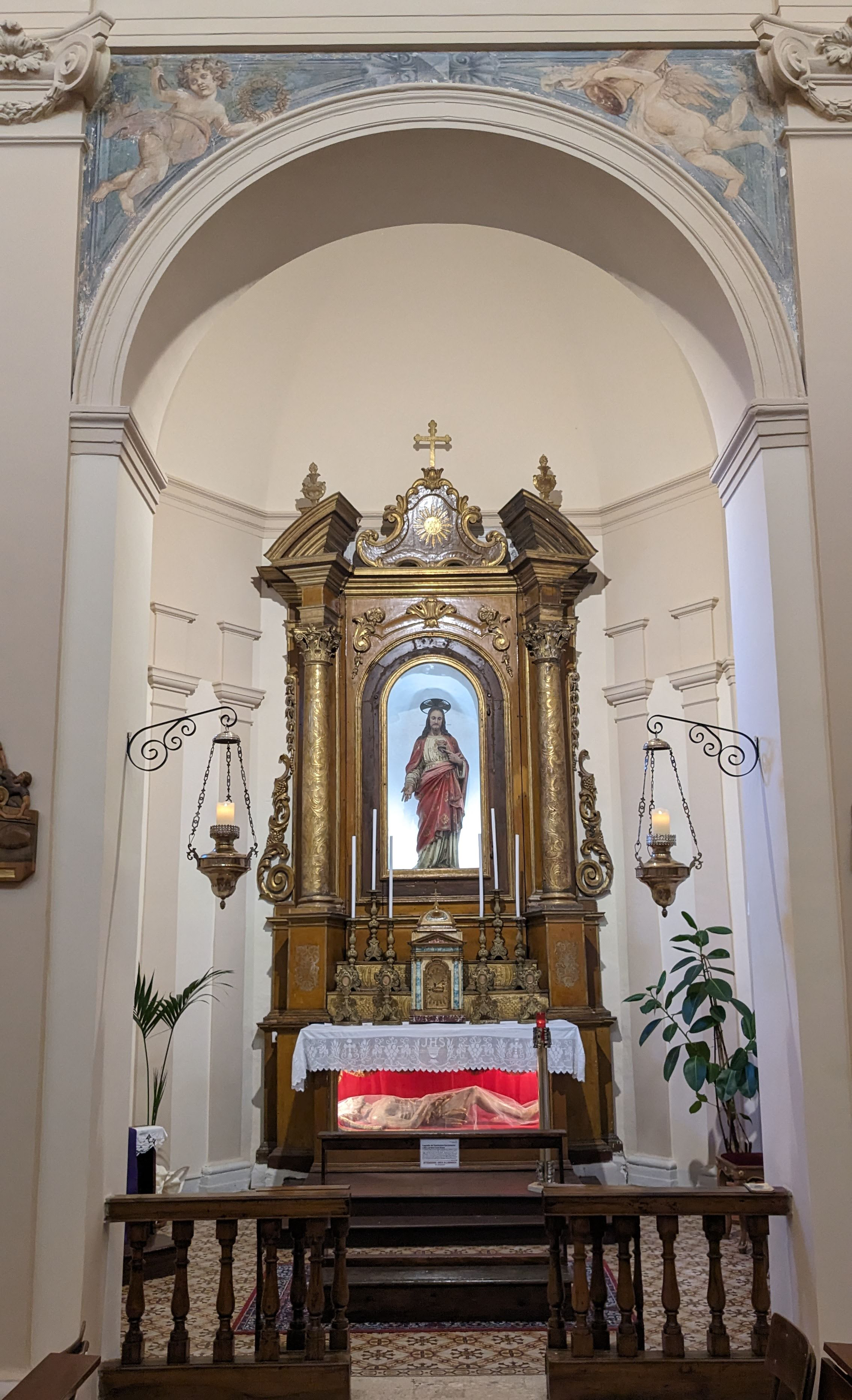
Cappella e altare del Santissimo Sacramento

### Esterno
La facciata a capanna della chiesa, rivolta a occidente, è rivestita interamente in laterizio ed è suddivisa da una cornice in due registri; quello inferiore, scandito da quattro lesene, presenta centralmente il portale d'ingresso, preceduto da una scalinata e sormontato da un timpano triangolare, mentre ai lati si trovano due specchiature rettangolari con angoli stondati, sormontate da nicchie a tutto sesto; quello superiore è caratterizzato da un'ampia arcata nel mezzo, affiancata da due oculi ovali ciechi delimitati da cornici; a coronamento del prospetto si eleva un frontone a gradoni.
Annesso alla parrocchiale è il campanile a base quadrata, la cui cella presenta su ogni lato un'ampia monofora a tutto sesto, ogni monofora ospita una campana ed è coperta da un tamburo a base ottagonale sormontato da una piccola cupola. Il segnavento della croce raffigura San Vincenzo Ferreri, compatrono dell'ex comune di Piagge. Il campanile viene illuminato a dicembre durante il triduo della festa di Santa Lucia e durante le notti di Pasqua e di Natale.

### Interno

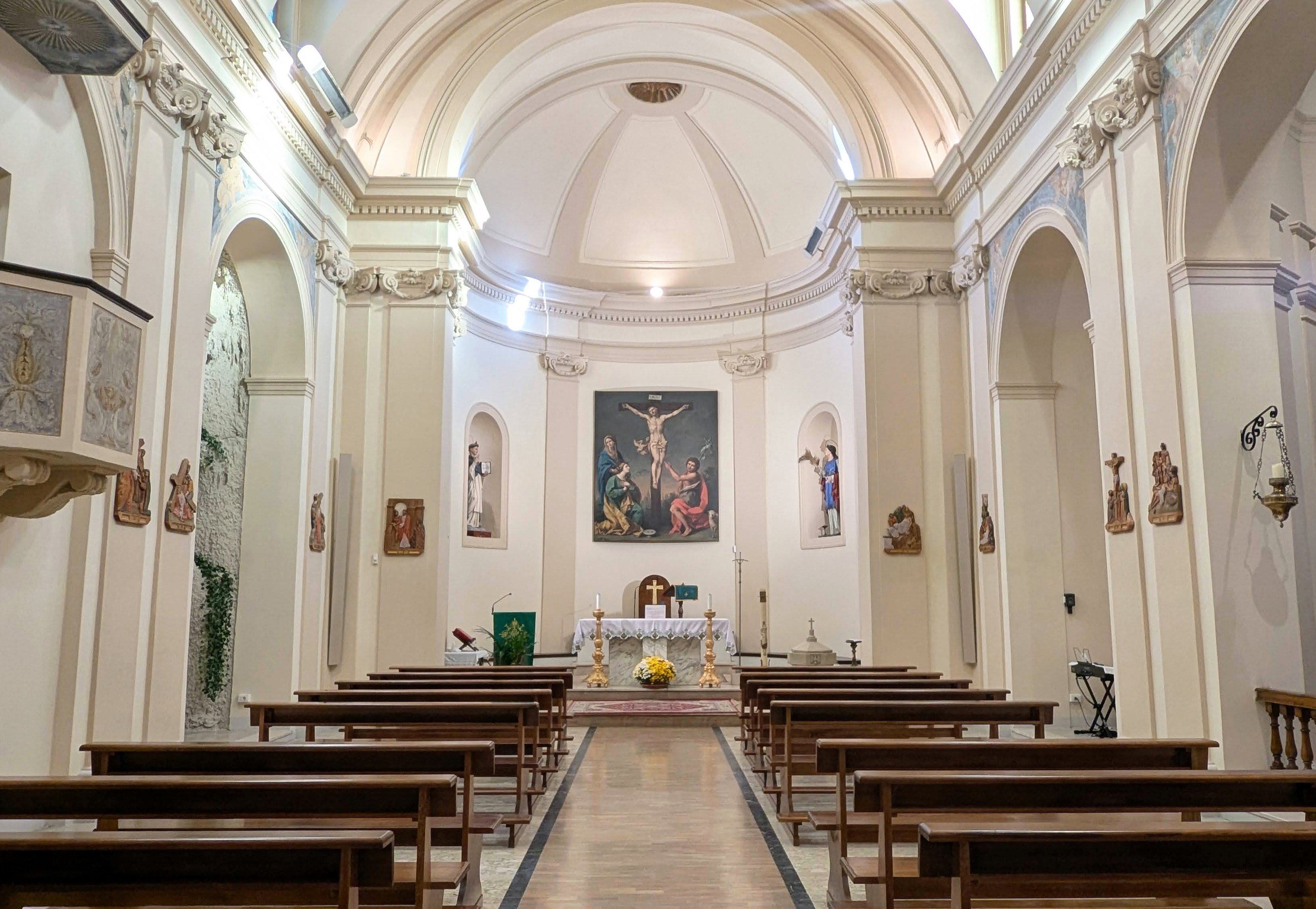
La navata centrale con sullo sfondo la pala d'altare dipinta da Carlo Magini

L'interno dell'edificio si compone di un'unica navata, coperta da una volta a botte lunettata; la controfacciata accoglie una cantoria lignea, retta da due colonne; entrambe le pareti dell'aula, scandite da una serie di lesene binate ioniche a sostegno della trabeazione perimetrale, presentano tre ampie arcate a tutto sesto, ma mentre sulla destra si aprono tre cappelle: la cappella della Madonna Addolorata, del Santissimo Sacramento e dell'Ultima Cena; sulla sinistra ne sono presenti solo due: la cappella dell'Immacolata Concezione e della penitenza, in quanto l'arcata centrale è cieca e ospita il pulpito retto da mensole.
Il presbiterio, lievemente rialzato, è preceduto dall'arco trionfale a tutto sesto ed è coperto da una volta a botte lunettata; sul fondo l'abside, coronata dal catino, è scandita da lesene ioniche in tre parti, di cui le laterali caratterizzate dalla presenza di nicchie ospitanti le statue di San Vincenzo Ferreri e di Santa Lucia, patroni del paese e dell'ormai soppresso comune.

#### Opere d'arte

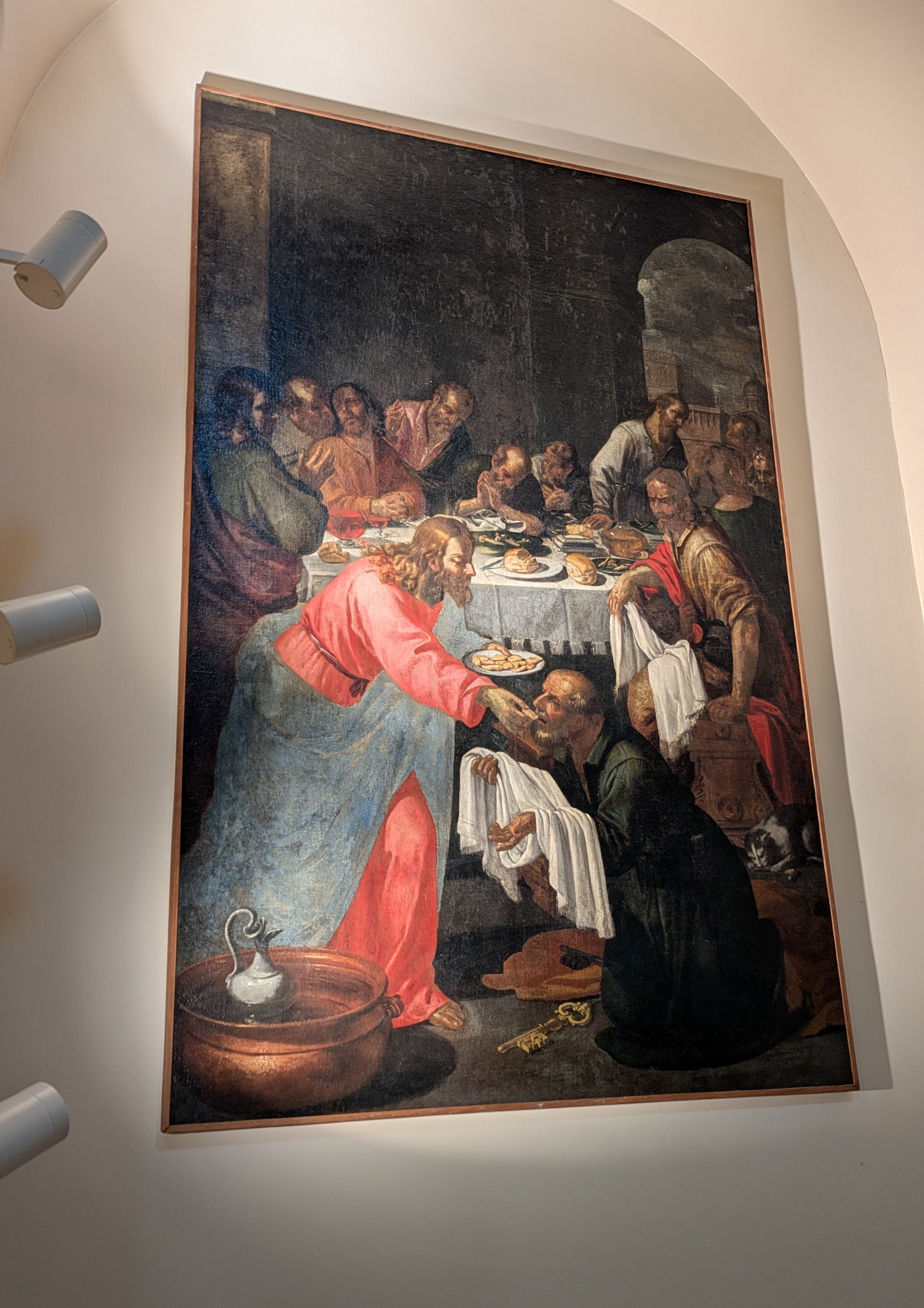
Comunione degli Apostoli di Giovanni Francesco Guerrieri

La chiesa conserva due importanti tele: nella prima cappella a destra è conservata una secentesca Comunione degli Apostoli attribuita al pittore forsempronese Giovanni Francesco Guerrieri (proveniente dalla vicina chiesa del Santissimo Sacramento), la pala d'altare è  una settecentesca Crocifissione con la Madonna e i santi Lucia e Giovanni Battista del pittore e ritrattista fanese Carlo Magini (proveniente dalla vecchia chiesa parrocchiale demolita). Con i restauri conservativi del 2019 sono venuti alla luce degli affreschi sopra le arcate laterali ritraenti degli angeli, la restante parte delle vecchie pareti affrescate è andata persa nel corso degli anni. Tra gli arredi degno di nota è l'altare ligneo settecentesco del Santissimo Sacramento posto nell'omonima cappella che ospita, oltre ad esso, un Cristo Morto e un Crocifisso ligneo entrambi settecenteschi.
Nel complesso sono presenti diverse statue realizzate in periodi storici differenti, di cui 4 lignee: due Madonne Addolorate (una delle quali conservata in sacrestia), un Cristo Morto e un San Giovanni Battista (conservato in sacrestia), un Sacro Cuore di Gesù in gesso e 6 in cartapesta: una Santa Lucia e un San Vincenzo Ferreri nelle nicchie dell'abside, una Madonna di Lourdes e una Santa Bernardetta nella cappella dedicata alla Grotta di Lourdes, un Sant'Antonio da Padova e un Sant'Antonio Abate, conservati in sacrestia.

#### Campane

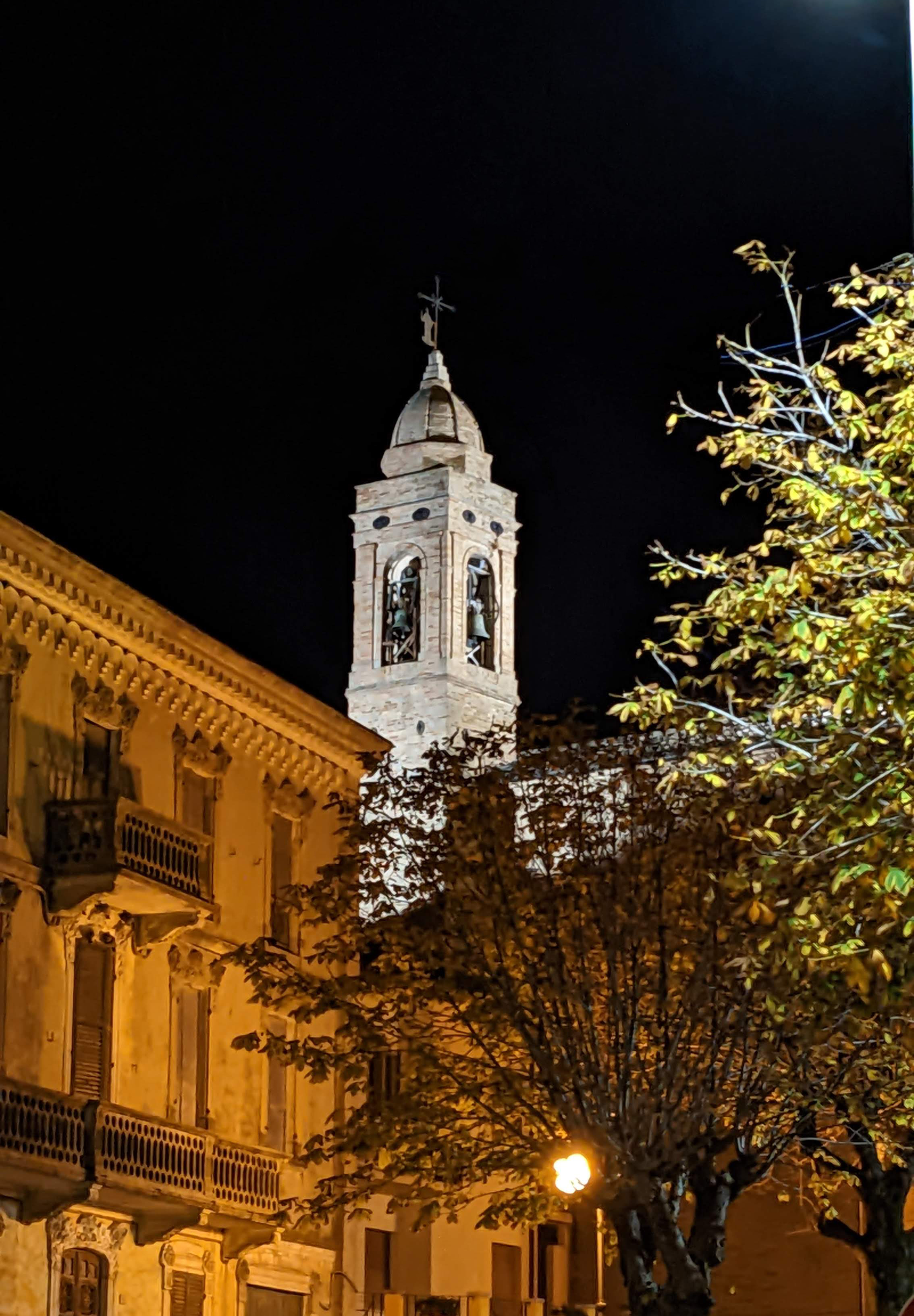
Il campanile con in primo piano le campane più antiche fuse nel 1886: a destra la maggiore, a sinistra la terza

Il campanile fa parte del complesso architettonico della chiesa e si erge sul lato settentrionale della struttura. Esso contiene un concerto in tonalità maggiore con salto di quarta, composto da quattro campane bronzee fuse in epoche diverse dalla fonderia veneta De Poli ed elettrificate a slancio. Il concerto di campane venne inaugurato nella notte del Sabato Santo del 1886 ed era composto da tre campane: la prima e la terza (tuttora presenti) e la seconda, rifusa poi nel 1984. 
Sul corpo della prima e terza campana viene riportato in latino il testo seguente: 
" Paroecialis Ecclesia S. Lucia V. et M./ Terrae Pladearum Fanensis Diocesos",
"Curis et Expensis / Fratrum Gaggiottini / R. d: Coelestini Plebani et Vicarii Foranei / et R.D. Guillelmi Cappellani/ 
et Praeceptoris Municipalis/ Nec non Subsidio Confraternitati SS. Sacramenti/ ad Majorem Dei Gloriam/ et ad Ecclesia et Patriae Decorem/ 
A.D. MDCCCLXXXVI/ Leone XIII Summo Pontefice Camillo Ruggerio Episcopo Fanensi."
| Nome               | Anno di fusione | Fonditore | Nota            |
| ------------------ | --------------- | --------- | --------------- |
| Campana maggiore   | 1886            | De Poli   | Mib 4           |
| Campana mezzana    | 1984            | De Poli   | Fa 4            |
| Campana mezzanella | 1886            | De Poli   | Sol 4           |
| Campana squillina  | 1995            | De Poli   | Sib 4 crescente |